# George Bacovia

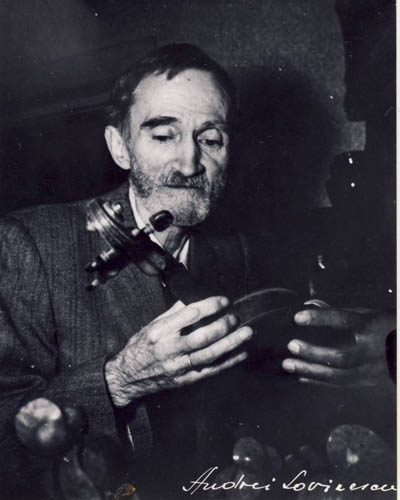
George Bacovia

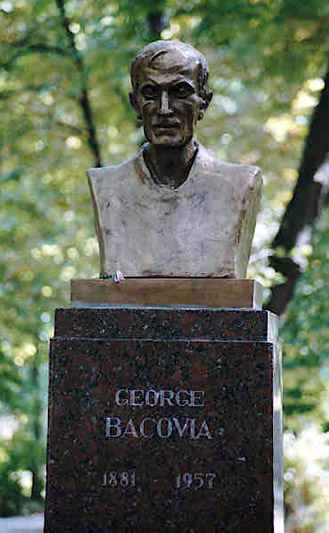
George Bacovia, von Milița Petrașcu erstellte Büste

George Bacovia (eigentlicher Name George Andone Vasiliu; * 5.jul. / 17. September 1881greg. in Bacău; † 22. Mai 1957 in Bukarest) war ein rumänischer Dichter.

## Leben
Bacovia wurde als George Andone Vasiliu in Bacău geboren. Er war der Sohn des Kaufmanns Dimitrie Vasiliu. Bereits während seiner Schulzeit zeigte Bacovia sein künstlerisches Talent. Er schrieb Gedichte, zeigte gute Leistungen auf der Violine und anderen Instrumenten und bewies großes Talent zum Zeichnen. Für seine Zeichenkunst erhielt er im Jahr 1899 den ersten Preis beim nationalen Wettbewerb "Tinerimii române" für künstlerische Naturzeichnungen.  Nach dem Gymnasium begann er ein Jurastudium in Bukarest. Dieses beendete er im Jahr 1911.
In der Zeitschrift Literatorul veröffentlichte er sein erstes Gedicht Și toate (Und alles) noch unter dem Namen George V. Von 1925 an lebte der kränkelnde und von Depression geplagte Dichter zeitweise in Bukarest. Mit 47 Jahren heiratete er die Lehrerin Agatha Grigorescu. Mit ihr hatte er einen Sohn. Im Jahr 1933 zog die Familie endgültig nach Bukarest. Dort verstarb  Bacovia im Jahr 1957.  Die Universität George Bacovia Bacău in seiner Geburtsstadt trägt seinen Namen. In seinem Geburtshaus wurde eine Gedenkstätte eingerichtet.

## Werke (Auswahl)
- Opere, Ed. Minerva, Bukarest 1978
- Pfahlbauten, Insel-Verlag, Leipzig, 1985
- Blei und andere Gedichte. Dionysos, Boppard, ins Deutsche: Christian W. Schenk, 2018, ISBN 978-3-7460-2497-4.